# 다카토미촌
다카토미촌(高富村)은 아이치현 누카타군에 설치되었던 촌이다. 현재의 오카자키시 북부에 해당한다.